# Rudolf Vimer
Rudolf Vimer, hrvaški pedagog, duhovnik, zgodovinar in teolog, * 1863, Bjelovar, † 1933, Zagreb.
Vimer je bil rektor Univerze v Zagrebu v študijskem letu 1900/01 in profesor na Katoliški teološki fakulteti.